# Petes Pillar
Petes Pillar (englisch sinngemäß für Peters Pfeiler) ist ein 45 m hoher Brandungspfeiler im Archipel der Südlichen Shetlandinseln. Er ragt unmittelbar östlich des Fildes Point auf der Nordseite von Neptunes Bellows, der Einfahrt zum Port Foster von Deception Island, auf.
Wahrscheinlich war diese weithin sichtbare Landmarke bereits den ersten Robbenfängern in den Gewässern um die Südlichen Shetlandinselnbekannt. Sie erscheint erstmals auf einer Landkarte, die von Leutnant Edward Nicholas Kendall (1800–1845) von der Royal Navy stammt, der bei der Antarktisfahrt der HMS Chanticleer (1827–1831) zwischen Januar und März 1829 die erste Vermessung von Deception Island vorgenommen hatte. Benannt ist sie nach dem Piloten Peter Borden „Pete“ St. Louis (1924–2010) von der Royal Canadian Air Force, der von 1949 bis 1950 im Einsatz für den Falkland Islands Dependencies Survey war.